# TransAsia Airways
TransAsia Airways (vormals Foshing Airlines, chinesisch 復興航空, Pinyin Fùxìng Hángkōng; Fùxìng wörtlich „Wiedergeburt, Wiederbelebung“) war eine taiwanische Fluggesellschaft mit Sitz in Taipeh und Basis auf dem Flughafen Taipeh-Songshan. Im Zusammenhang mit einem wirtschaftlichen Engpass – als Folge zweier Unfälle mit 91 Toten 2014 und 2015, der gesunkenen Touristenzahl aus China und weiterer Kostenfaktoren – wurde der Flugbetrieb ohne vorhergehende Ankündigung am 21. November 2016 eingestellt und die Abwicklung der Gesellschaft am 22. November 2016 mitgeteilt.

## Geschichte
TransAsia Airways wurde 1951 als Foshing Airlines gegründet und war damit die erste private und zivil operierende Fluggesellschaft Taiwans. Der chinesische Name der Fluggesellschaft bedeutet übersetzt etwa Die Fluggesellschaft, die den Ruhm wiederherstellt. Dies bezieht sich auf den Konflikt der beiden Staaten Republik China und Volksrepublik China. Im Jahr 1958 stellte Foshing Airlines ihren Flugbetrieb ein, bestand aber als Businessagentur weiter und stieg auch in das Cateringgeschäft mit ein. Im Jahr 1988 wurden erstmals wieder Flüge durchgeführt, 1991 stießen die ersten europäischen ATR 72-500 zur Flotte. Im Jahr 1992 wurde der englische Name in 
TransAsia Airways geändert, der chinesische jedoch beibehalten. Der erste internationale Linienflug fand im Jahr 1995 statt.
Vier tödliche Flugunfälle in nur 20 Jahren trugen zum Ruin der Gesellschaft bei. Nach dem dritten stellte der amtliche Untersuchungsbericht fest, dass im Risiko-Management von TransAsia „Dutzende Versäumnisse und Fehler“ begangen würden. Ungeeignete Flugverfahren, ineffiziente Sicherheitsmeetings und unbrauchbare Risikobewertungen wurden kritisiert; hoch riskantes Fliegen war Bestandteil der Flugbetriebskultur und wurde als normal angesehen. Der Bericht stellte das Engagement für Flugsicherheit grundsätzlich in Frage. Zum Zeitpunkt der Betriebseinstellung gingen vier der elf tödlichen Flugunfälle des Flugzeugtyps ATR 72 auf das Konto der Trans Asia Airways.

## Flugziele
TransAsia Airways bediente sowohl nationale als auch internationale Ziele in Asien. Daneben bot sie Charterflüge an.

## Flotte

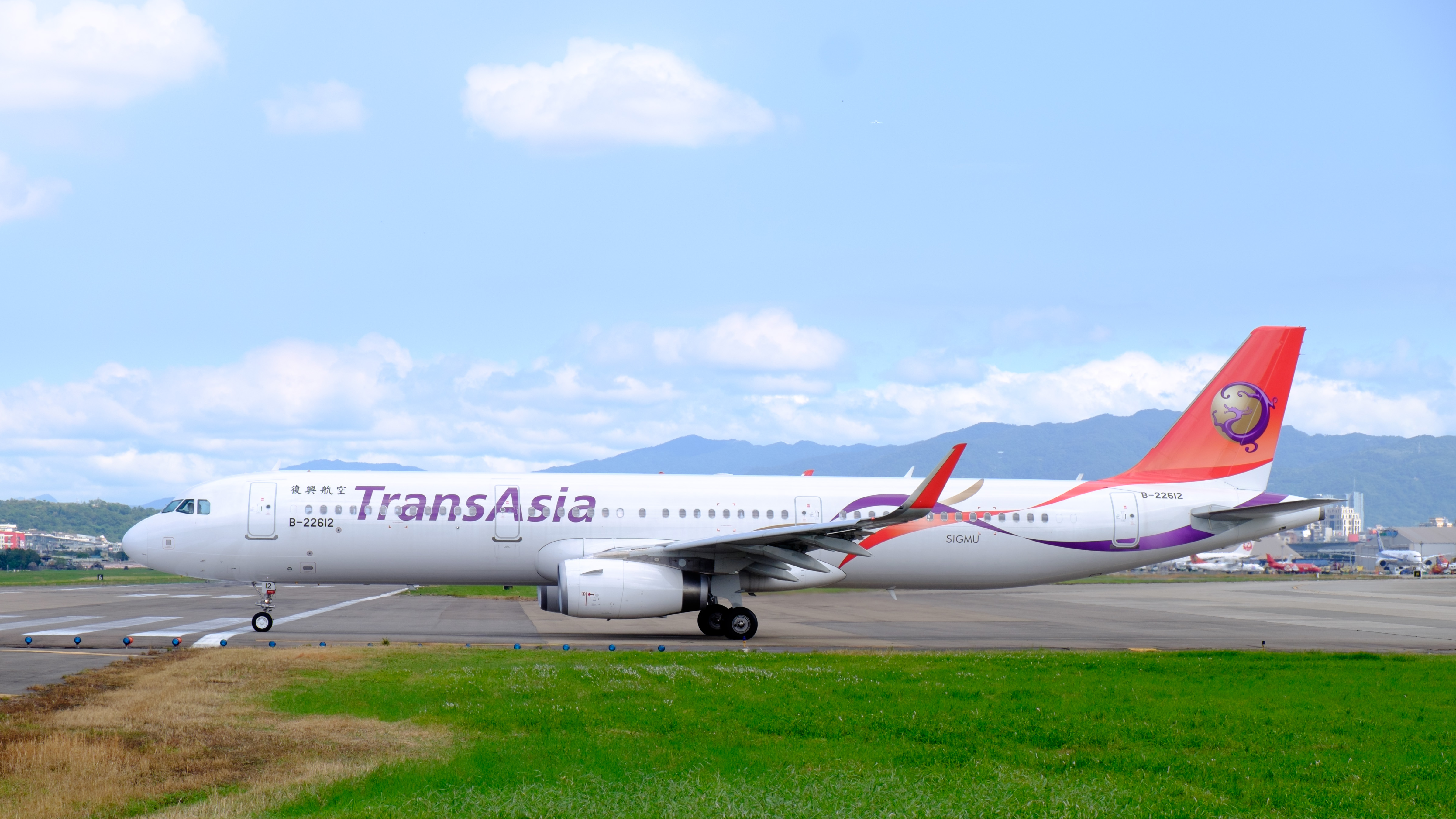
Airbus A321-200 der TransAsia Airways

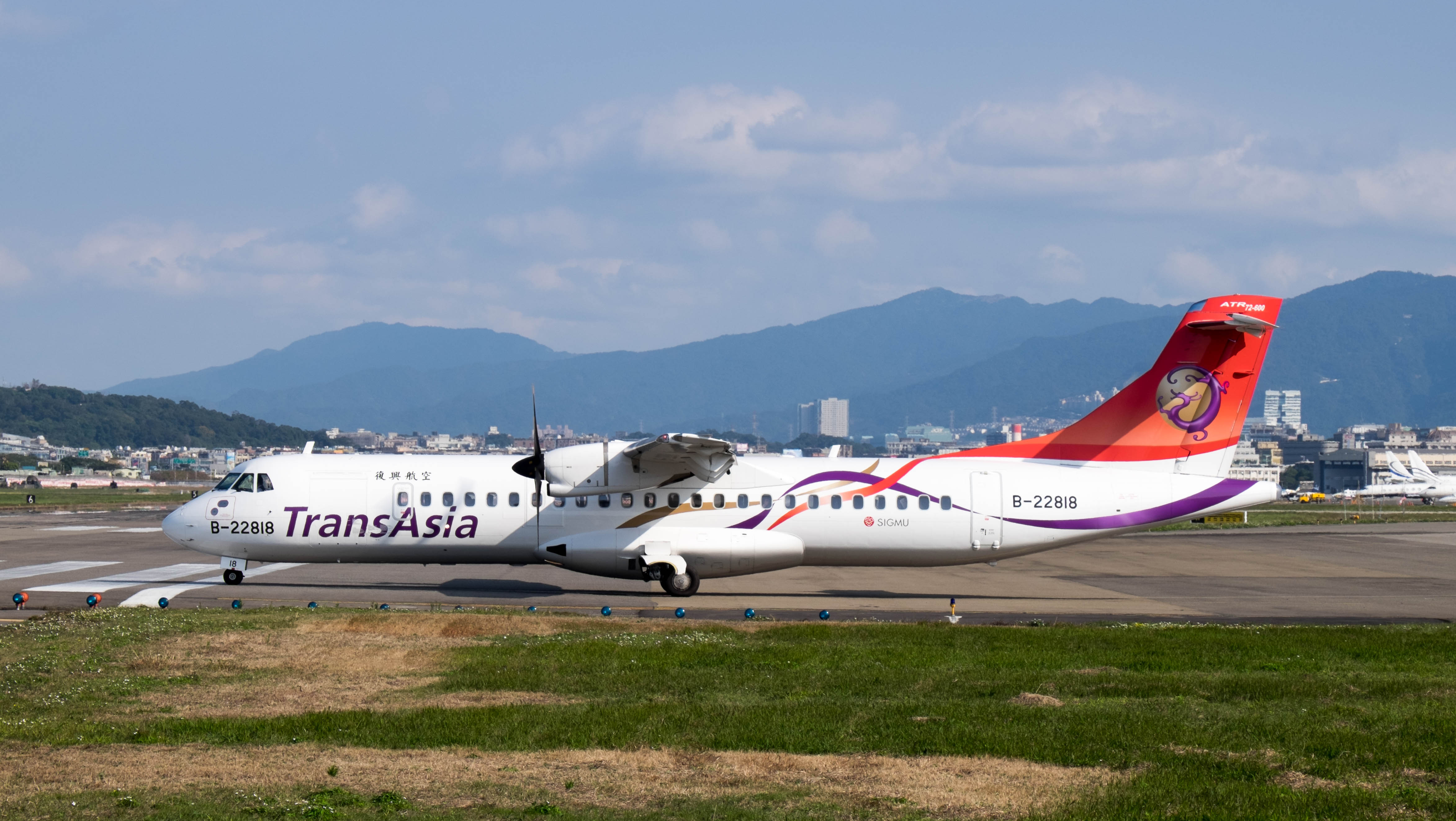
ATR 72-600 der TransAsia Airways

Im Dezember 2015 bestand die Flotte der TransAsia Airways aus 24 Flugzeugen:
| Flugzeugtyp        | aktiv | bestellt | Anmerkungen                | Sitzplätze (Business/Economy) |
| ------------------ | ----- | -------- | -------------------------- | ----------------------------- |
| Airbus A320-200    | 07    |          | 1 betrieben für V Air      | 150 (12/138)                  |
| Airbus A320neo     |       | 05       |                            | - offen -                     |
| Airbus A321-100    | 02    |          |                            | 182 (12/170)                  |
| Airbus A321-200    | 02    |          | mit Sharklets ausgestattet | 194 (-/194)                   |
| Airbus A321neo     |       | 12       |                            | - offen -                     |
| Airbus A330-300    | 04    |          |                            | 285 (30/255) 300 (32/268)     |
| Airbus A330-800neo |       | 04       |                            | - offen -                     |
| ATR 72-500         | 03    |          |                            | 72 (-/72)                     |
| ATR 72-600         | 06    |          |                            | 72 (-/72)                     |
| Gesamt             | 24    | 21       |                            |                               |

## Zwischenfälle
TransAsia Airways verzeichnete in ihrer Geschichte sieben Zwischenfälle, davon fünf Totalverluste des Flugzeugs. Bei vier davon wurden insgesamt 97 Menschen getötet. Auszüge:
- Am 30. Januar 1995 wurde eine von den Penghu-Inseln kommende ATR 72-200 der TransAsia Airways (B-22717) bei einem Flug nach Taipeh-Songshan 20 Kilometer südlich des Flughafens auf einer Höhe von 300 Metern in einen Hügel geflogen. Die vorgeschriebene Flughöhe lag bei 640 bis 770 Metern. Das Flugzeug befand sich auf einem Positionierungsflug, weshalb nur vier Besatzungsmitglieder an Bord waren, von denen niemand überlebte (siehe auch Trans-Asia-Airways-Flug 510A).[11]

- Am 21. Dezember 2002 aktivierte sich in einer ATR 72-200 der TransAsia Airways (B-22708), die einen Frachtflug von Taipeh-Chiang Kai Shek nach Macau durchführte, die Überziehwarnanlage. Die Besatzung deaktivierte daraufhin den Autopiloten und versuchte, das Flugzeug unter Kontrolle zu halten, es kam jedoch zu einem Strömungsabriss und die Maschine stürzte 17 Kilometer südwestlich von Magong ins Meer. Es stellte sich heraus, dass es im Flug zu einer Vereisung gekommen war, die Besatzung hatte sich zudem nicht mit dem Handbuch für das Vorgehen bei Flügen unter derartigen Bedingungen vertraut gemacht (siehe auch TransAsia-Airways-Flug 791).[12]

- Am 23. Juli 2014 wurde eine von Kaohsiung kommende ATR 72-500 der TransAsia Airways  (B-22810) im Anflug auf den Flughafen Magong bei schlechten Wetterbedingungen etwa 800 Meter nordöstlich des Flughafens in ein Wohngebiet geflogen. Die Unfallart war ein Controlled flight into terrain (CFIT). Von den 58 Insassen (54 Passagiere und 4 Besatzungsmitglieder) kamen 48 ums Leben (siehe TransAsia-Airways-Flug 222).[13]

- Am 4. Februar 2015 kam es bei einer vom Flughafen Taipeh-Songshan gestarteten ATR 72-600 der TransAsia Airways (B-22816) nach dem Abheben zu einem Strömungsabriss. Die Maschine kollidierte im unkontrollierten Sinkflug mit einer Brücke und stürzte in einen Fluss. Nach dem Start war ein Triebwerk der Maschine ausgefallen, der Kapitän schaltete jedoch versehentlich das noch funktionierende Triebwerk ab, wodurch es das Flugzeug nicht mehr zum Flughafen schaffte. Von den 58 Insassen kamen 43 ums Leben, 15 überlebten den Unfall (siehe TransAsia-Airways-Flug 235).[14]